# N型半導体

シリコン(Si)中にリン(P)がドーピングされた場合。

ドナー準位E_{D}は伝導帯E_{C}のすぐ下に位置する。

n型半導体（エヌがたはんどうたい）とは、電荷を運ぶキャリアとして自由電子が使われる半導体である。負の電荷を持つ自由電子がキャリアとして移動することで電流が生じる。つまり、多数キャリアが電子となる半導体である。
例えば、シリコンなど4価元素の真性半導体に、微量の5価元素(リン、ヒ素など)を不純物として添加することで電子が一つ余分に生じる。この余剰の電子は伝導帯のすぐ下にあるドナー準位に収容され、このドナー準位と伝導体のバンドギャップは小さいためドナー準位の電子は熱的、光エネルギーを加えることにより電子が伝導帯に励起され自由電子となり、電気伝導性を与える。
- N型半導体をつくる為の不純物をドナーといい、この不純物より形成された準位をドナー準位と呼ぶ。
- 負（英: negative）の電荷を持つ自由電子が多数キャリアであることから、英語の頭文字をとってn型半導体と呼ばれる。
- 工学ではn形半導体と表記される（日本産業規格(JIS)など）。